# Prionoptera serra
Prionoptera serra är en fjärilsart som beskrevs av Herrich-Schäffer 1850. Prionoptera serra ingår i släktet Prionoptera och familjen nattflyn. Inga underarter finns listade i Catalogue of Life.